# Крайт
Крайт (Bungarus) — рід отруйних змій з родини аспідових. Має 17 видів.

## Опис
Загальна довжина коливається від 1 до 2 м. Голова тупозакруглена, плавно переходить у тулуб. Тулуб стрункий, хвіст досить короткий, на кінці звужується. Тулуб тупотрикутний у поперечному розрізі, уздовж хребта зазвичай підіймається кіль, утворений збільшеною шестикутною хребтовою лускою. Отруйні зуби дуже невеликі, а позаду них розташовані на верхній щелепі ще 1—3 неотруйних зуби. Забарвлення складається зі світлих та темних кольорів, які здебільшого розташовані по черзі.

## Спосіб життя
Полюбляють луки, чагарникові хащі, тропічні ліси. Це сутінкові й нічні змії. Дуже потайливі, нерідко риються у лісовій підстилці. Харчуються дрібними зміями, ящірками та земноводними. Отрута досить потужна, наділена яскраво вираженою нейротоксичною дією.
Це яйцекладні змії. Самиця відкладає до 12—14 яєць. Самиця охороняє кладку до появи дитинчат.

## Розповсюдження
Мешкають від південно-східного Ірану через Індію та південно-східну Азію до Малайського архіпелагу.

## Види
- Bungarus andamanensis
- Bungarus bungaroides
- Bungarus caeruleus
- Bungarus candidus
- Bungarus ceylonicus
- Bungarus fasciatus
- Bungarus flaviceps
- Bungarus lividus
- Bungarus magnimaculatus
- Bungarus multicinctus
- Bungarus niger
- Bungarus persicus
- Bungarus sagittatus
- Bungarus sindanus
- Bungarus slowinskii
- Bungarus suzhenae